# Egger-Lohner

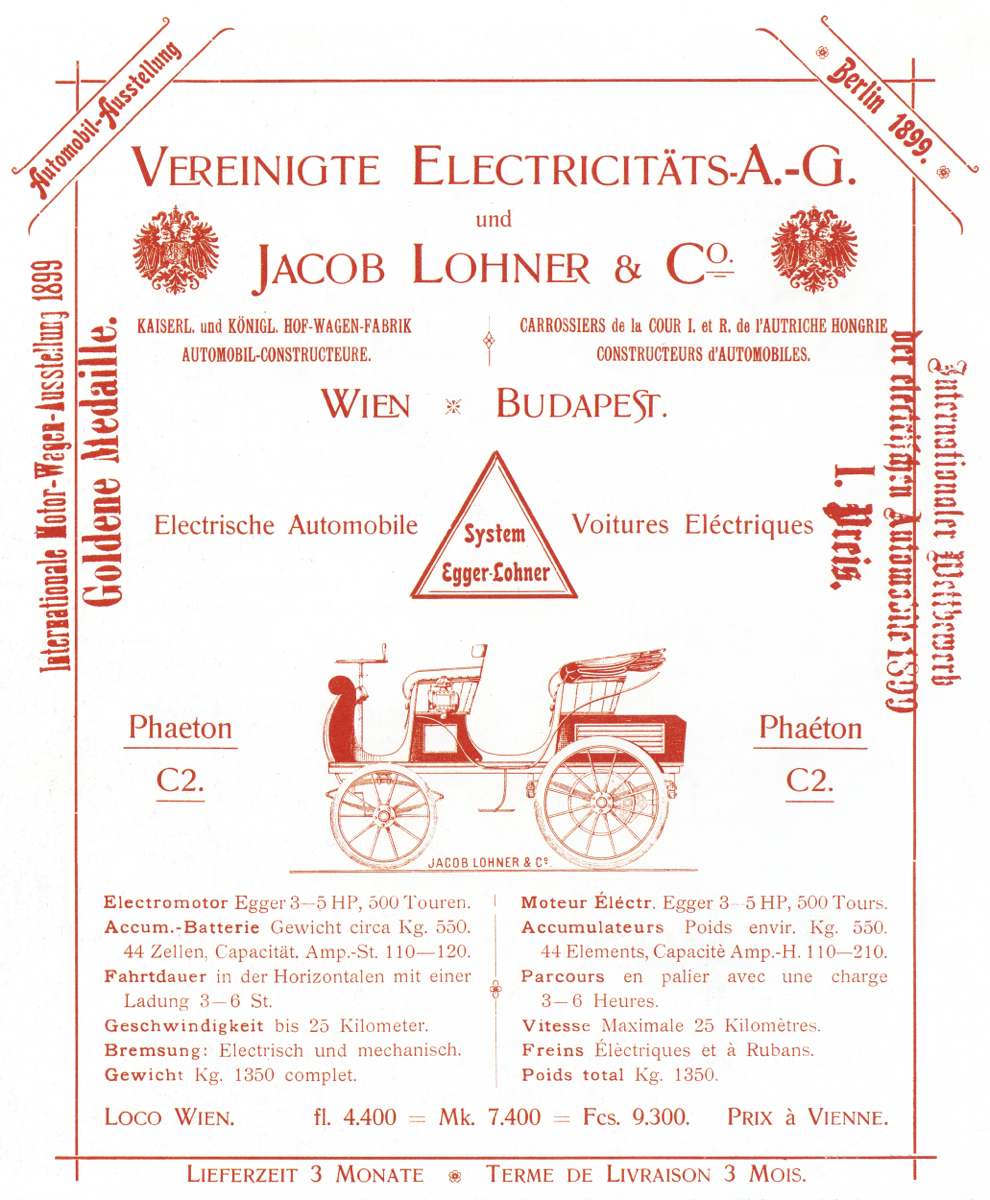
Werbung Egger-Lohner C2 von 1899

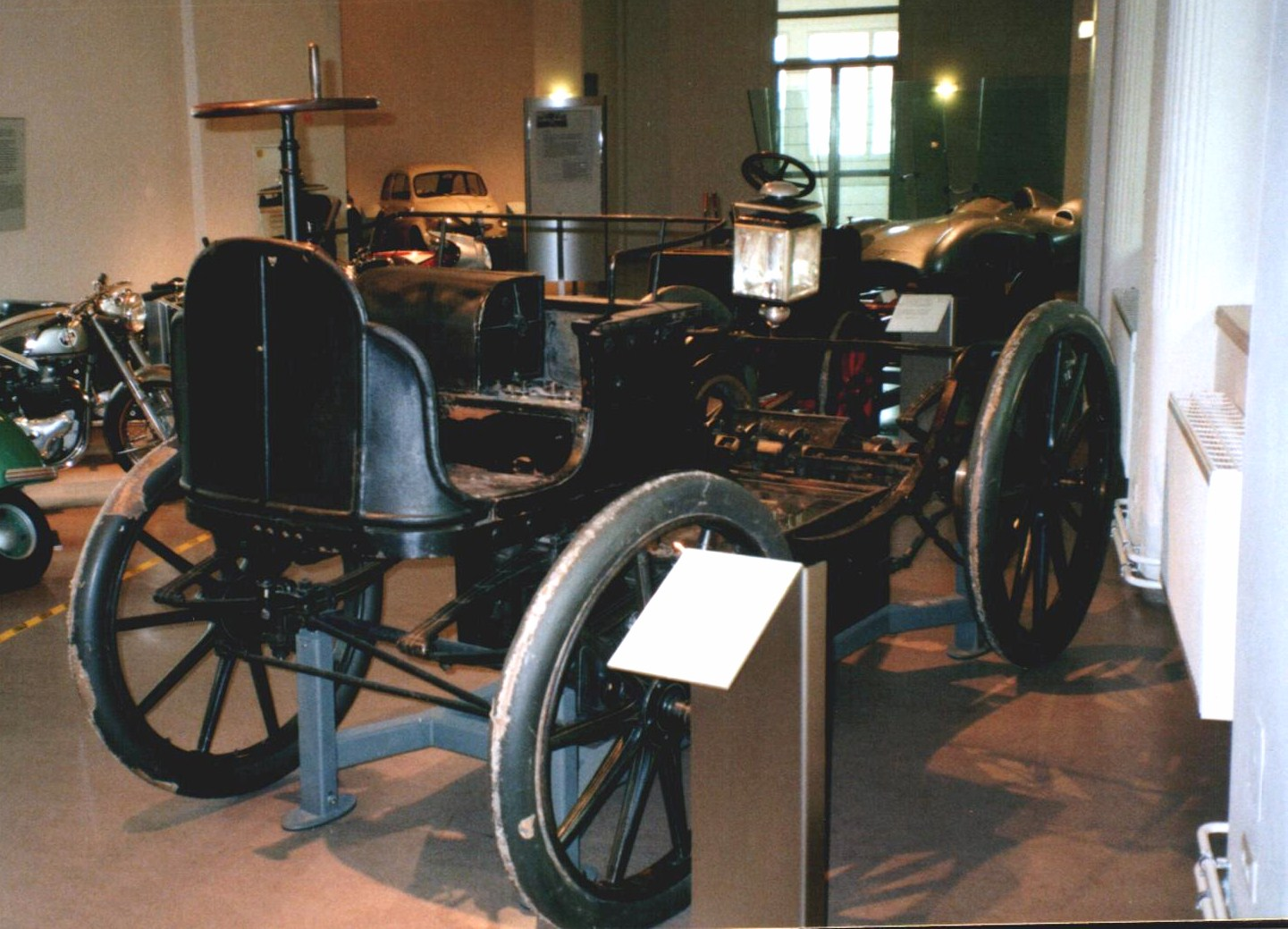
Egger-Lohner C14 von 1899

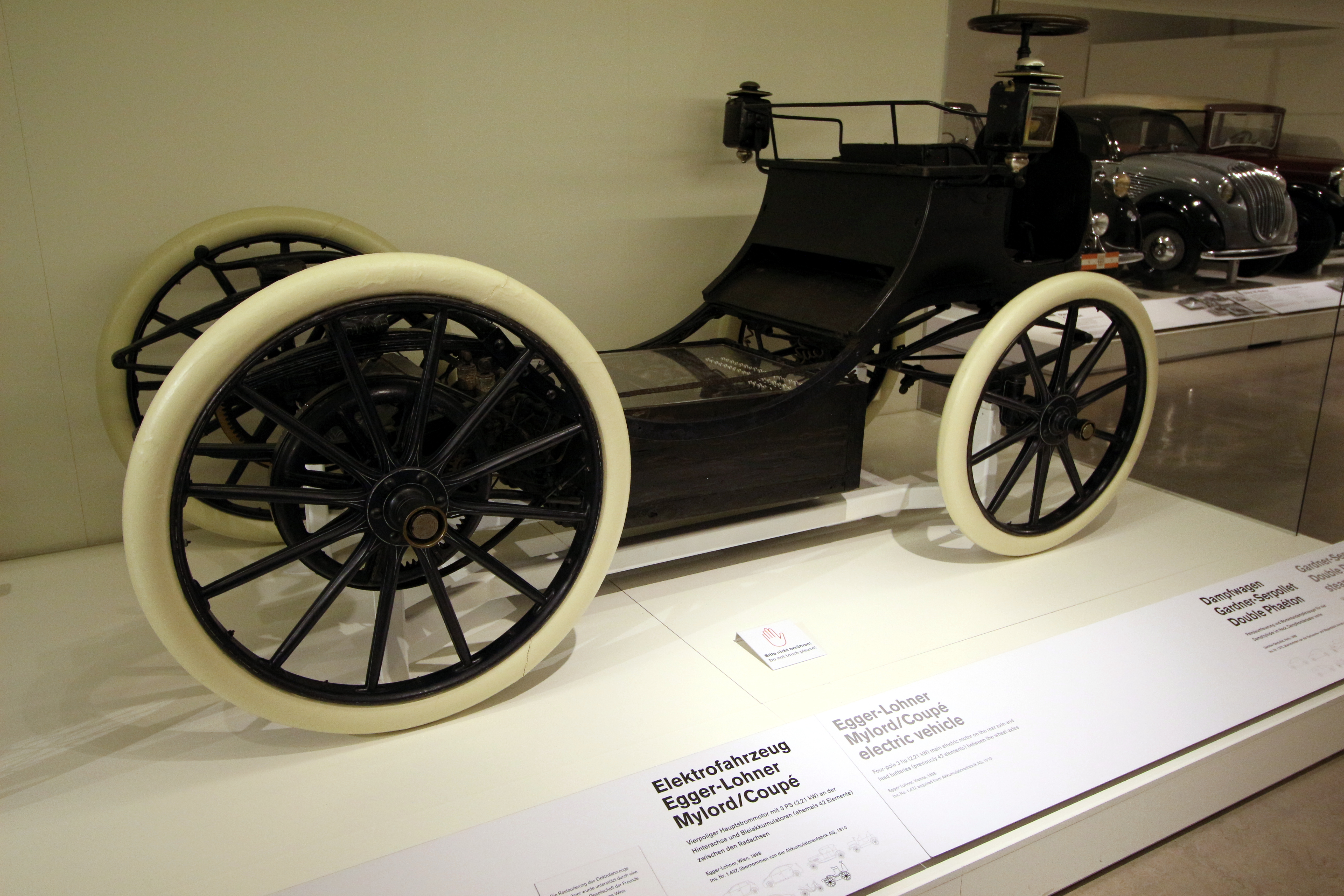
Egger-Lohner C14 von 1898

Egger-Lohner war eine Automarke aus Österreich-Ungarn.

## Unternehmensgeschichte

### Béla Egger & Porsche
Ferdinand Porsche erhielt 1893 eine Anstellung bei der Elektrofirma „Béla Egger & Co.“ in Wien, wo er zum Leiter des Prüfraumes und zum Assistenten im Berechnungsbüro aufstieg.

### System Egger-Lohner
Die Vereinigte Elektrizitäts AG vorm. B. Egger & Co. und die Lohner-Werke aus Wien begannen 1897 mit der Produktion von Automobilen (Motor: Egger, Fahrzeug: Lohner).
Davon zu unterscheiden ist das System Lohner-Porsche (Fahrzeuge mit Porsche-Radnabenmotoren).

## Fahrzeuge

### Typenbezeichnungen der frühen Lohner-Fahrzeuge

#### Benzinautomobile
A, B und D, wobei im Zeitraum 1897 bis 1902 nur 5 Stück gebaut wurden.
A 1, B 2 und D 4 sind durch Fotos dokumentiert.

#### Elektroautomobile
C 3 und C 5 wurden für den ersten Prototyp mit Hinterradlenkung und Motor auf der Vorderachse verwendet. 1898 entstand in Zusammenarbeit mit Egger (wo Ferdinand Porsche beschäftigt war, aber noch nicht als Konstrukteur) ein Prototyp mit Elektromotor; der Motor war an der Vorderachse montiert, gelenkt wurden die Hinterräder – mit diesem Fahrzeug wurde am 28. Juni 1898 die Probefahrt durchgeführt, lt. Literatur war Porsche als Techniker dabei anwesend bzw. lenkte das Fahrzeug.
Für das Modell mit Vorderradlenkung und Motor auf der Hinterachse wurden die Bezeichnungen C 2, C 9, C 10, C 14 und C 15 sowie E 12 und E 13 vergeben, es wurden aber nur 4 Stück gebaut (eventuell dann 1900 noch 4 Stück?).

##### C 2

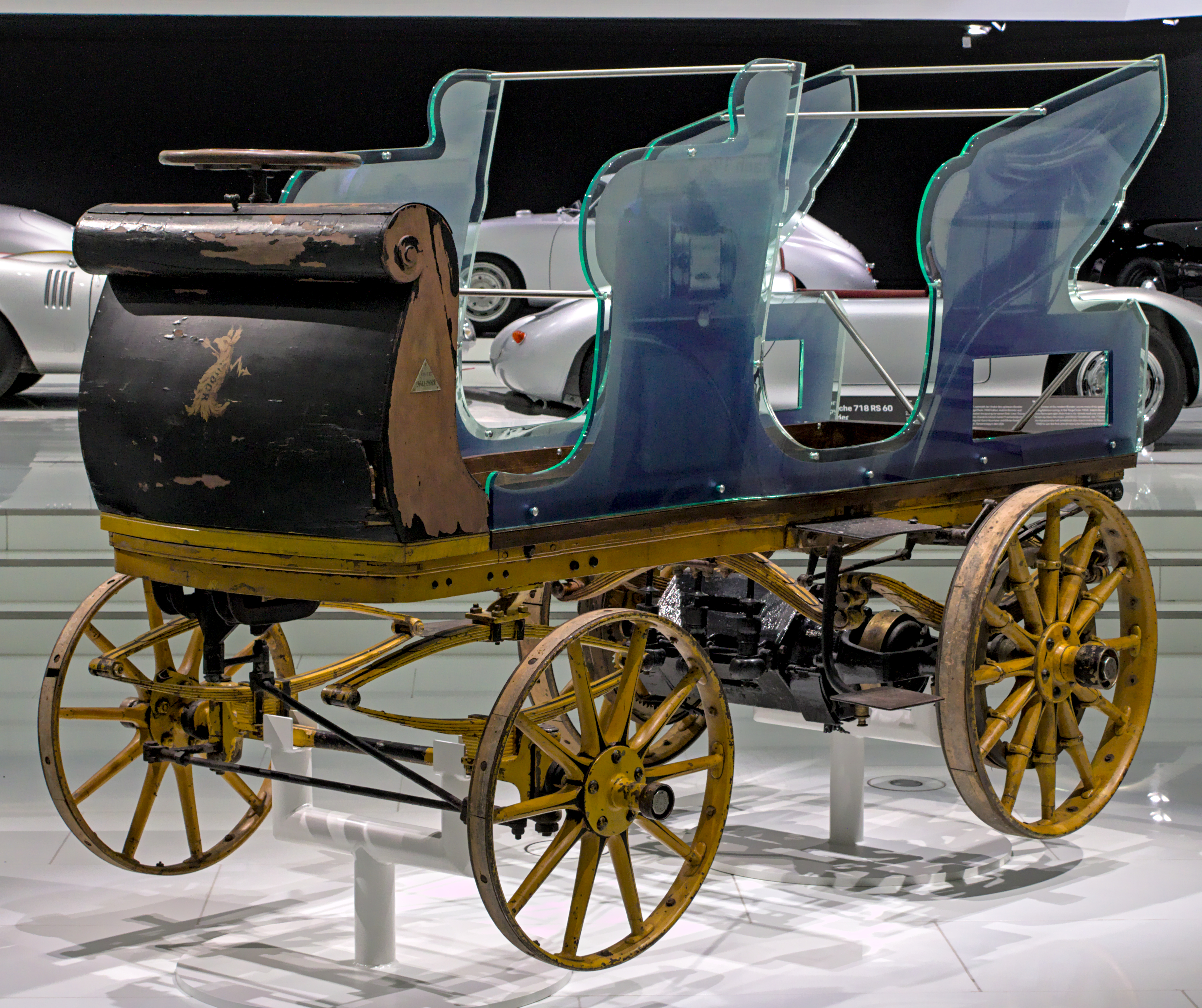
Egger-Lohner C2 Phaeton im Porsche-Museum

Auf Grund der Probleme mit dem C3 wurde dieses Konzept wieder verworfen und der „C 2“ entwickelt. Porsches Einfluss dürfte hier schon größer gewesen sein, sich aber vorwiegend auf den Motor bezogen haben („Oktagon“-Motor, angeblich gab es hier auch einen Patentstreit zwischen Hrn. Egger jun. und Porsche über die tatsächliche Urheberschaft). Diese Fahrzeuge haben das 3-eckige Egger-Lohner-Emblem aus Messing mit der Aufschrift „System Egger Lohner“.
1899 wurde der Egger-Lohner C2 bei der Internationalen Motorwagen-Ausstellung gezeigt.
Auf dem Werbeplakat von 1899 finden sich folgende technische Daten für den Phaeton C 2 von Egger-Lohner:
- Electromotor Egger 3–5 HP, 500 Touren.
- Accum.-Batterie Gewicht circa Kg 550.
- Fahrtdauer in der Horizontalen mit einer Ladung 3–6 St.
- Geschwindigkeit bis 25 Kilometer.
- Bremsung: electrisch und mechanisch.
- Gewicht Kg 1350 complett.

Hinweise:
Das im Porsche-Museum ausgestellte 1899 Egger-Lohner-Elektromobil Modell C 2 Phaeton wurde in der Presse irrtümlich als 1898 Porsche P 1 publiziert.

##### C 14
Mylord, im TMW vorhanden, mehrere Bilder mit Porsche am Steuer, dieses Fahrzeug wurde auch 1899 in Berlin prämiiert bzw. gewann die in der Presseaussendung erwähnte Wettfahrt.

##### C 15
Geschlossener Aufbau – „Coupe“